# In the Best Interest of the Child
In the Best Interest of the Child (Acosada en España e Injusta decisión en Hispanoamérica) es un telefilme de 1990 dirigido por David Greene y protagonizado por Meg Tilly, Ed Begley Jr. y Michael O'Keefe. Se estrenó el 20 de mayo de 1990.

## Argumento
Un día una madre descubre que su hija de cinco años sufre abusos sexuales por parte de su exmarido. Por ello ella emprende todos los trámites legales para revocar sus derechos de visita. No tiene éxito al respecto, lo que le lleva a unirse a una organización afín para huir con la niña a otro estado con el propósito de protegerla de esos abusos.
Una vez hecho, ella es entonces perseguida por secuestro, por lo que debe separarse de sus familiares. Sin embargo la niña está a salvo del acecho de su padre gracias a ello.

## Reparto
| Actor           | Personaje       |
| --------------- | --------------- |
| Meg Tilly       | Jennifer Colton |
| Ed Begley Jr.   | Howard Feldon   |
| Michael O'Keefe | Walt Colton     |
| Michele Greene  | Nora            |
| Marta Woodward  | Mandy Colton    |
| David Wohl      | Juez Dunham     |
| James Eckhouse  | Chilton         |
| Jim Byrnes      | Kurt            |
| Angela Bassett  | Lori            |
| Peter Hanson    | Dr. Innes       |

## Recepción
La película ha sido hoy en día valorada en el portal cinematográfico IMDb. Con 158 votos registrados la película obtiene en el portal una media ponderada de 6,0 sobre 10.